# Gualdo
Gualdo là một đô thị ở tỉnh Macerata ở vùng Marche, có vị trí cách khoảng 90 km về phía tây nam của Ancona và khoảng 50 km về phía tây nam của Macerata. Tại thời điểm ngày 31 tháng 12 năm 2004, đô thị này có dân số 924 người và diện tích là 22,1 km².
Gualdo giáp các đô thị: Amandola, Penna San Giovanni, San Ginesio, Sant'Angelo in Pontano, Sarnano.